# ビーケー・ギューリニ・ジャパン
ビーケー・ギューリニ・ジャパン株式会社は、かつて東京都中央区に存在した食品添加物などの卸売業者である。
2013年にICL-IP JAPAN 株式会社と合併した。

## 沿革
- 1823年 - ギューリニ社設立（イタリア、後ドイツに移転）
- 1966年 - ヘキストジャパン社設立
- 2003年 - 設立

## 関連会社
- ビーケー・ギューリニ・ヒエミー
- イスラエル・ケミカルズ
- ローテム・アムファート・ネゲヴ